# Peru (Massachusetts)
Pour les articles homonymes, voir Peru.
Peru est une ville du Comté de Berkshire dans l’État du Massachusetts.
Elle a été incorporée en 1771.
Sa population était de 814 habitants en 2020.